# Kumbh mela
A Kumbh mela (dévanágari írással: कुम्भ मेला) egy tömeges hindu zarándoklat, aminek során a hívek rituálisan megfürdenek a Gangesz folyóban. A Púrna (teljes) Kumbh négy helyen történik (Prajág (Alláhábád), Haridvár, Udzzsain, és Nasik) 12 évente,
míg az Ardh Kumbh melát hatévente ünneplik Haridvárban és Prajágnál.
2007 januárjában 45 napon keresztül több mint 17 millió hindu zarándok érkezett az Ardh Kumbh melára Prajághoz. Az ünnep legkiemelkedőbb napján (Mákár Szankranti), több mint 5 millió résztvevő volt jelen.
A Maha Kumbh melát ('Nagy' Kumbh mela), amely 12 'Púrna Kumbh mela' után következik, 144 évente szintén Alláhábádban tartják. 2001-ben a Maha Kumbh melára 60 millió ember látogatott el, s ezáltal ez lett a világ legnagyobb találkozója.

## Időpont
A Kumbh mela egy hatalmas összejövetel, ahol szentek és hívek gyűlnek össze. Négy kijelölt helyen ünneplik a Kumbh melát a bolygók és a csillagok állásának megfelelően. Az indiai asztrológia szerint itt is akkor ünneplik, amikor a Brhaspati (Jupiter) bolygó belép a Vízöntőbe vagy Kumbhába és a Nap belép a Kosba. Amikor a Jupiter (Guru) és a Nap az Oroszlánban van, (Szimha Rasi) Trimbakesvárban ünneplik. Amikor a Nap a Kosban áll, (Mésa Rasi) Haridvárban ünneplik. Amikor a Jupiter a Bikában van, (Vrisabha Rasi) Prajágban ünneplik. Amikor a Guru és a Nap a Skorpióban áll (Vriscsik Rasi), Udzzsainnál ünneplik a Melát.
Az ünnep napjait előre kiszámítják a Nap, a Hold és a Jupiter állása szerint.

## Etimológia
Kumbha szanszkrit szó, jelentése „vízhordó edény”. Másik neve Kalasa, ami az indiai asztrológia szerint egy csillagjegy, amely alatt ünneplik a Melát, ami „találkozót”, „összejövetelt” vagy „vásárt” jelent.

## Története
A Kumbh mela ünnepe az ősi Indiába, a védikus korszakra vezethető vissza. Ekkor rendezték meg először ezt a folyóünnepet. A hindu mitológiában az eredete az egyik népszerű teremtésmítoszban található, a Szamudra manthan történetben (A tejtenger kiköpülése), amelyet említ a Bhágavata-purána, a Visnu-purána, a Mahábhárata és a Rámájana.
Az istenek elvesztették az erejüket, és hogy visszanyerjék, ki akarták köpülni a Ksíra Szágarát (teremtés előtti tejtenger) az amritáért (a halhatatlanság nektárja), ezért arra kényszerültek, hogy ősi ellenségeikkel, a démonokkal, az aszúrákkal egy időre egyezséget kössenek, és ígéretet tettek egymásnak, hogy egyenlően elosztják majd a nektárt. Azonban amikor a nektárt tartalmazó Kumbha (kehely) megjelent, harcolni kezdtek. 12 nap és 12 éjjel folyt a küzdelem az égben a nektárért. (Ez 12 emberi évnek felel meg.) Úgy tartják, hogy az Úr Visnu elrepült az elixírrel a kumbhában, és a nektár cseppjei 4 ponton hullottak a földre. Ez a 4 hely: Prajág, Haridvár, Uddzsain és Nasik, ahol a Kumbh melát tartják 12 évente.
A Kumbha Meláról szóló első írásos dokumentum egy kínai utazó, Xuanzang (i. sz. 602–664) beszámolójából származik, aki Indiában élt 629–645 között, Harsavardhana király uralkodása idején.
Az India birodalmi helységnévtára szerint kolerajárvány ütött ki az 1892-es Melán Haridvárban, s ezt követően hatósági rendelet következtében sokat javultak a körülmények. 1903-ban kb. 400 000, 1998-ban 10 millió ember gyűlt össze Haridvárban. 2001-ben megközelítőleg 1 millió külföldi zarándok érkezett a 'Mahá Kumbh melára' (Prajág (Alláhábád), a résztvevők száma pedig közel 60 millió volt. Ez a magas részvétel a különleges csillagállásnak köszönhető, ami 144 évenként ismétlődik.

## A szertartás
A Kumbh melára több millió ember érkezik minden nap. Az ünnep legfőbb eseménye a rituális fürdőzés a folyóban. Vallási tárgyú beszédek, spirituális éneklés, szentek és szegények vendégül látása, vallási összejövetelek, ahol az iratokat megtárgyalják és hitelesítik. A Kumbh mela a legszentebb az összes zarándoklat közül. Szentek, szerzetesek ezrei látogatnak el ide, ennek köszönheti rangját. A Kumbh melán tett 1895-ös látogatása után Mark Twain így ír:
„Csodálatos a hit ereje, ahogy idősek és gyengék, törékenyek és fiatalok mérhetetlen tömegei habozás és panasz nélkül nekivágnak ennek a hihetetlen és viszontagságos útnak. Szeretetből vagy félelemből? Nem tudom. Mindegy, hogy mi az indíték, a tett, ami születik belőle, minden képzeletet felülmúl, és lenyűgözi a hideg fehérembert, amilyenek mi vagyunk.”

## Kumbh mela a közelmúltban
1894
Paramahansza Jógánanda önéletrajza szerint („Egy jógi önéletrajza”) mestere, Srí Juktesvár az 1894-es prajági Kumbh melán találkozott először Mahavatár Babadzsival.
2001
2001-ben, a Kumbh melát Prajágban tartották. Több tízmillió ember mártózott meg ezen alkalommal a Gangesz folyóban. Nagyon figyelemre méltó volt szervezés és fegyelem szempontjából egyaránt.
2010
Haridvár a „Púrna” Kumbh mela helyszíne a Mákár Szankrantitól (2010. január 14.) a Sakh Púrnima Sznanig (2010. április 28.)
Fürdési időpontok
- 2010. január 14. – Mákár Szankranti Sznan – Első Sznan (jelentése: fürdés)
- 2010. január 15. – Mauni Amavasja és Szúrja Grahan (jelentése: napfogyatkozás) – Második Sznan
- 2010. január 20. – Baszant Pancsmi Sznan – Harmadik sznan
- 2010. január 30. – Magh Púrnima Sznan – Negyedik Sznan
- 2010. február 12. – Maha Shivrátri – Pratham Sahi Sznan (jelentése: Első királyi fürdőzés).
- 2010. március 15. – Szomvati Amavasja – Dvitja Sahi Sznan (jelentése: Második királyi fürdőzés).
- 2010. március 16. – Navszatrambh Sznan
- 2010. március 24. – Rám Navmi – Ötödik Sznan
- 2010. március 30. – Csaitra púrnima Sznan
- 2010. április 14. – Baisakhi – Pramukh Sahi Sznan (jelentése: Fő királyi fürdőzés).
- 2010. április 28. – Shakh Púrnima – Sznan

## Kumbh mela a közeljövőben
- Púrna Kumbh mela, Prajág 2013. (január 27. – február 25.)
- Ardha Kumbh mela. Nasik 2015. (augusztus 15. – szeptember 13.)
- Uddzsaín Púrna Kumbh mela Uddzsaín 2016. (április 22. – május 21.)

## Kumbh mela a médiában
- Amrita Kumbher Sadhane (1982), rendezte Dilip Roy
- Kumbh Mela: The Greatest Show on Earth (2001) rendezte Graham Day
- Shortcut to Nirvana: Kumbh Mela (2004), rendezte Maurizio Benazzo és Nick Day
- Kumbh Mela: Songs of the River (2004), rendezte Nadeem Uddin
- Invocation, Kumbha Mela (2008), rendezte Fernando del Sol